# Avaluació d'impacte ambiental

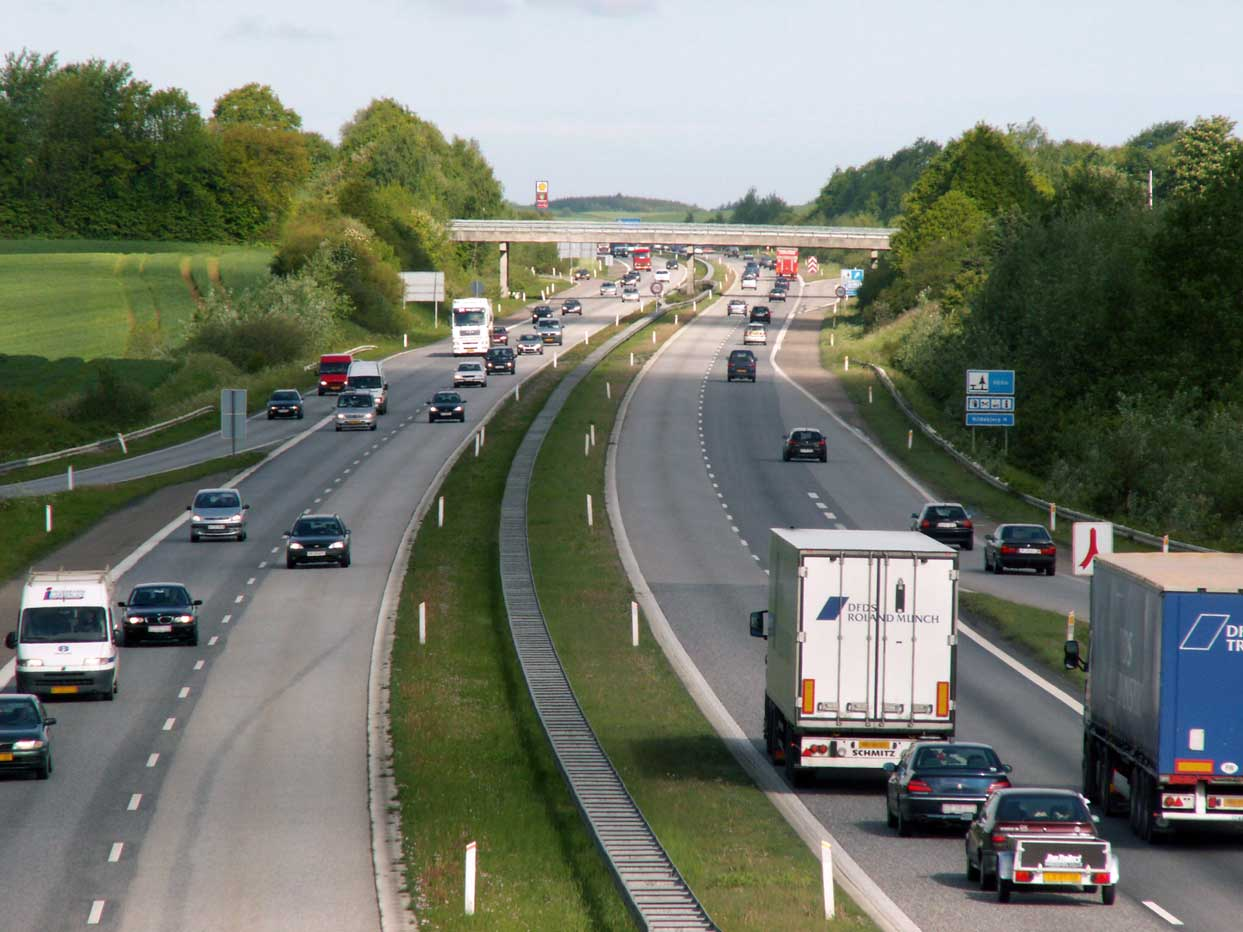
El projecte i construcció de carreteres està sotmès a avaluació d'impacte ambiental.

L'avaluació d'impacte ambiental (AIA) és un procés tècnic i administratiu que s'aplica als projectes amb repercussions ambientals significatives. Permet identificar i valorar, abans de l'aprovació d'un projecte, l'impacte ambiental que es derivaria de l'execució de les infraestructures o instal·lacions projectades i/o del seu funcionament posterior. Conseqüentment, l'objectiu de l'AIA és garantir que les decisions dels organismes competents per a l'aprovació d'aquests tipus de projectes prenguin en consideració les seves implicacions ambientals potencials. La consulta amb el públic és un element clau dels procediments d'avaluació ambiental i, en particular, de l'AIA.
Aquesta tècnica introdueix, doncs, la variable ambiental en la presa de decisions sobre els projectes amb una incidència important en el medi ambient i s'ha manifestat com la forma més eficaç per evitar-ne les agressions sobre la natura. Proporciona més fiabilitat i confiança amb vista a les decisions que s'hagin d'adoptar, ja que permet escollir, entre les diferents alternatives possibles, la que salvaguardi millor els interessos generals des d'una perspectiva global i integrada i tenint en compte tots els efectes derivats de l'activitat projectada.

## Història
La preocupació creixent en les economies desenvolupades per l'impacte de les activitats humanes sobre la salut i sobre el medi biofísic va portar al desenvolupament del concepte d'avaluació de l'impacte ambiental en la dècada de 1960 i a la seva adopció com un instrument de suport en les decisions sobre determinades propostes, del tal per avaluar-ne les implicacions ambientals. La Llei Nacional de Política Ambiental (NEPA), dels Estats Units d'Amèrica, que va entrar en vigor l'1 de gener de 1970, va ser la primera de moltes lleis que establirien successivament els procediments d'AIA a tot el món.
L'any 1985, la Unió Europea va aprovar una primera directiva relativa a l'avaluació de les repercussions de determinats projectes públics i privats sobre el medi ambient, la qual posteriorment ha estat objecte de diverses modificacions. La directiva inicial i les successives esmenes han estat codificades per la Directiva 2011/92/UE, de 13 de desembre.
En el marc d'aquesta directiva comunitària, l'AIA s'aplica des de 1988 a l'Estat Espanyol (RDL 1302/1986, de 28 de juny, que va entrar en vigor dos anys després, actualment derogat). A Catalunya, el mateix any, el Govern de la Generalitat va aprovar un decret que transposà la directiva a l'ordenament jurídic català (Decret 114/1988, de 7 d'abril). Actualment, el marc legislatiu a nivell estatal el constitueix la Llei 21/2013, de 9 de desembre. A Catalunya, pel que fa a l'avaluació ambiental de projectes d'activitats amb incidència ambiental, regeix la Llei 20/2009, de 4 de desembre, i presenta algunes peculiaritats amb relació a l'avaluació d'impacte ambiental d'infraestructures i projectes no industrials o comercials.

## Procediments
En el cas concret de Catalunya, existeixen els procediments administratius següents:

### Projectes sotmesos al tràmit d'avaluació d'impacte ambiental
Aquests projectes, públics o privats, són els especificats a l'annex 1 de la Directiva 2011/92/UE i per les disposicions de transposició corresponents. Se'ls aplica el tràmit d'avaluació d'impacte ambiental que, en síntesi, comprèn les actuacions següents:
- Sol·licitud de submissió del projecte a avaluació d'impacte ambiental pel promotor, acompanyada del document inicial del projecte.
- Determinació d'abast de l'estudi d'impacte ambiental per l'òrgan ambiental (a Catalunya, la Ponència Ambiental del Departament de Territori i Sostenibilitat), amb la consulta prèvia a les administracions públiques afectades i, si escau, a les persones interessades.
- Elaboració de l'estudi d'impacte ambiental pel promotor, conjuntament amb el projecte, del qual forma part.
- Realització dels tràmits d'informació pública i de consultes a les administracions públiques afectades i a persones interessades, per l'òrgan substantiu.
- L'avaluació d'impacte ambiental de projectes finalitza amb l'emissió de la declaració d'impacte ambiental (DIA) per l'òrgan ambiental, la qual s'ha de fer pública

### Projectes sotmesos al tràmit de decisió prèvia
Certs projectes estan sotmesos al tràmit de decisió prèvia, en el qual es valora la conveniència o no que siguin sotmesos al tràmit d'avaluació d'impacte ambiental. Els projectes relatius a la realització de les obres, instal·lacions o de qualsevol altra activitat compresa en l'annex II de la Directiva o previstos per les disposicions de transposició corresponents, i aquells altres que, tot i no estar inclosos en els supòsits d'avaluació ambiental esmentats a l'apartat anterior, puguin afectar directament o indirectament els espais de la Xarxa Natura 2000, requereixen que l'òrgan ambiental competent es pronunciï sobre la necessitat o no que el projecte esmentat se sotmeti a avaluació d'impacte ambiental.

## Relació amb l'avaluació ambiental estratègica
L'avaluació d'impacte ambiental s'aplica a instruments de caràcter projectual (és a dir, directament executables sense necessitat d'altres projectes posteriors) quan, d'acord amb la legislació específica, són susceptibles de produir repercussions importants sobre el medi ambient.
Tanmateix, sovint aquestes repercussions són conseqüència de decisions estratègiques adoptades prèviament a la formulació del projecte (fases de planificació i programació), que poden resultar del tot determinants. L'avaluació ambiental estratègica (dita també avaluació ambiental de plans i programes) de plans i programes permet integrar les variables ambientals en aquestes fases preliminars, considerar-ne els efectes potencials conjuntament amb els d'altres actuacions concurrents i també orientar ambientalment la formulació dels futurs projectes i la seva avaluació.
En el cas de projectes o d'activitats que desenvolupin plans o programes que s'hagin sotmès al procediment d'avaluació ambiental de plans i programes, l'estudi d'impacte ambiental que s'ha d'elaborar ha de recollir, necessàriament, les determinacions ambientals que estableix el pla o programa.